# (19464) Ciarabarr
(19464) Ciarabarr (1998 HZ29) – planetoida z grupy pasa głównego asteroid okrążająca Słońce w ciągu 4,33 lat w średniej odległości 2,65 j.a. Odkryta 20 kwietnia 1998 roku.